# Lea Hildebrand
Lea Hildebrand est une joueuse allemande de volley-ball née le 29 juin 1988 à Münster. Elle mesure 1,86 m et joue au poste de centrale.

## Clubs
| Club        | De        | À         |
| ----------- | --------- | --------- |
| ASV Senden  |           | 2004-2005 |
| USC Münster | 2005-2006 | 2012-2013 |
| TV Gladbeck | 2013-2014 | 2015-2016 |
| USC Münster | 2016-2017 | …         |